# Caloptilia anthobaphes
Caloptilia anthobaphes là một loài bướm đêm thuộc họ Gracillariidae. Nó được tìm thấy ở Canada (Nova Scotia, Ontario, Québec) và Hoa Kỳ (Michigan và Vermont).
Ấu trùng ăn Vaccinium species, bao gồm Vaccinium ovatum. Chúng ăn lá nơi chúng làm tổ.